# Lingenahalli, Heggadadevankote
Lingenahalli là một làng thuộc tehsil Heggadadevankote, huyện Mysore, bang Karnataka, Ấn Độ.